# Azar Nafisi
Azar Nafisi  (Teerão, 1 de dezembro de 1948) é uma acadêmica e escritora best-seller iraniana que vive nos EUA desde 1997 quando emigrou do Irã.
O campo de atuação é a literatura inglesa. O livro de 2003 "Reading Lolita in Tehran: A Memoir in Books" (Brasil: Lendo Lolita no Tehran: Uma Memória em Livros / Portugal: Lolita em Teerão) foi traduzido para 32 idiomas e permaneceu por 117 semanas na lista de "Mais vendidos" do jornal New York Times e conquistou inúmeros prêmios de literatura, incluindo o prêmio de não-ficção do "Booksense Book of the Year Award" e o prêmio europeu "Persian Golden Lioness Award" para literatura. O livro também levou a controvérsias sobre as possíveis conexões de Nafisi com o conservadorismo e o colonialismo. Ela publicou uma autobiografia "Things I've been silent about: memories of a prodigal daughter" (2008), que trata do impacto por toda a vida da relação com os pais (a mãe, descrita como irritada e rabugenta e o pai como afetivo e companheiro) e das década de sublevação política no Irã, incluindo a prisão do pai sob o Xá e as falsas alegações de irregularidades financeiras.
Nafisi é uma acadêmica visitante e  uma conferencista no "Foreign Policy Institute of Johns Hopkins University’s School of Advanced International Studies (SAIS)" e serviu no "Board of Trustees of Freedom House".

## Obras
- Nafisi, Azar. "Images of Women in Classical Persian Literature and the Contemporary Iranian Novel." The Eye of the Storm: Women in Post-Revolutionary Iran. Ed. Mahnaz Afkhami and Erika Friedl. New York: Syracuse University Press, 1994. 115-30.
- Anti-Terra: A Critical Study of Vladimir Nabokov’s Novels (1994).
- Nafisi, Azar. "Imagination as Subversion: Narrative as a Tool of Civic Awareness." Muslim Women and the Politics of Participation. Ed. Mahnaz Afkhami and Erika Friedl. New York: Syracuse University Press, 1997. 58-71.
- "Tales of Subversion: Women Challenging Fundamentalism in the Islamic Republic of Iran."  Religious Fundamentalisms and the Human Rights of Women (1999).
- Reading Lolita in Tehran (2003).
- Things I've Been Silent About (2008; in paperback 2010)